# Джанібек Ґерай
Джанібе́к Ґера́й (крим. Canibek Geray, جانيبک گراى‎; 1568–1636) — кримський хан у 1610–1623, 1624 та 1628–1635 роках з династії Ґераїв. Син Мубарека Ґерая, онук Девлета I Ґерая. Названий син Селямета I Ґерая.
За правління Гази II Ґерая сім'я Мубарека Ґерая, прихильника Алпа Ґерая, утекла на Кавказ, звідки родом була мати майбутнього хана. Після смерті чоловіка вона одружилася з Фетіхом I Ґераєм, потім — з Селяметом I Ґераєм.
За Селямета I Джанібек був призначений калгою замість Мехмеда Ґерая, що втік. Після смерті прийомного батька успадкував його престол. Впродовж свого перебування при владі показав себе вірним союзником Османської імперії. Брав участь за наказом султана в походах на Персію і Річ Посполиту. У битвах був не особливо удачливий: перемоги чергувалися з великими поразками. У 1630-х рр. для збереження рівноваги сил в східноєвропейському регіоні підтримав Польщу в Смоленській війні проти Московії, зробивши успішні походи в околиці Москви.
Стиль правління відрізнявся демократичністю і схильністю радитися з беями з важливих питань.
У 1623–1628 роках позбувся влади на час правління Мехмеда III. Зійшовши на трон повторно, застав в Кримському ханстві відкриту війну між родами Ширін і Мансур. Своїм поверненням до керма хан був зобов'язаний військовій підтримці Мансурів, що налаштувало проти нього кримські роди. Розколу знаті подолати не зміг. У 1635 році зміщений з престолу султанським указом і відправлений на пенсію на острів Родос, де незабаром помер.